# V1400 Centauri
V1400 Centauri (także 1SWASP J140747.93-394542.6, skrótowo J1407) – gwiazda w gwiazdozbiorze Centaura, położona w odległości około 450 lat świetlnych od Słońca. W 2007 roku została zaćmiona przez swobodny obiekt, który podejrzewano o bycie planetą z pierścieniami.

## Charakterystyka
Gwiazda jest znaczne młodsza od Słońca i jeszcze nie weszła na ciąg główny; jej wiek szacowany jest na 16 milionów lat. Ma ona temperaturę ok. 4340 K, promień ok. 1,1 promienia Słońca i masę ok. 0,95 masy Słońca. Jako gwiazda zmienna nosi oznaczenie V1400 Centauri.

## Zaćmienie z 2007 roku

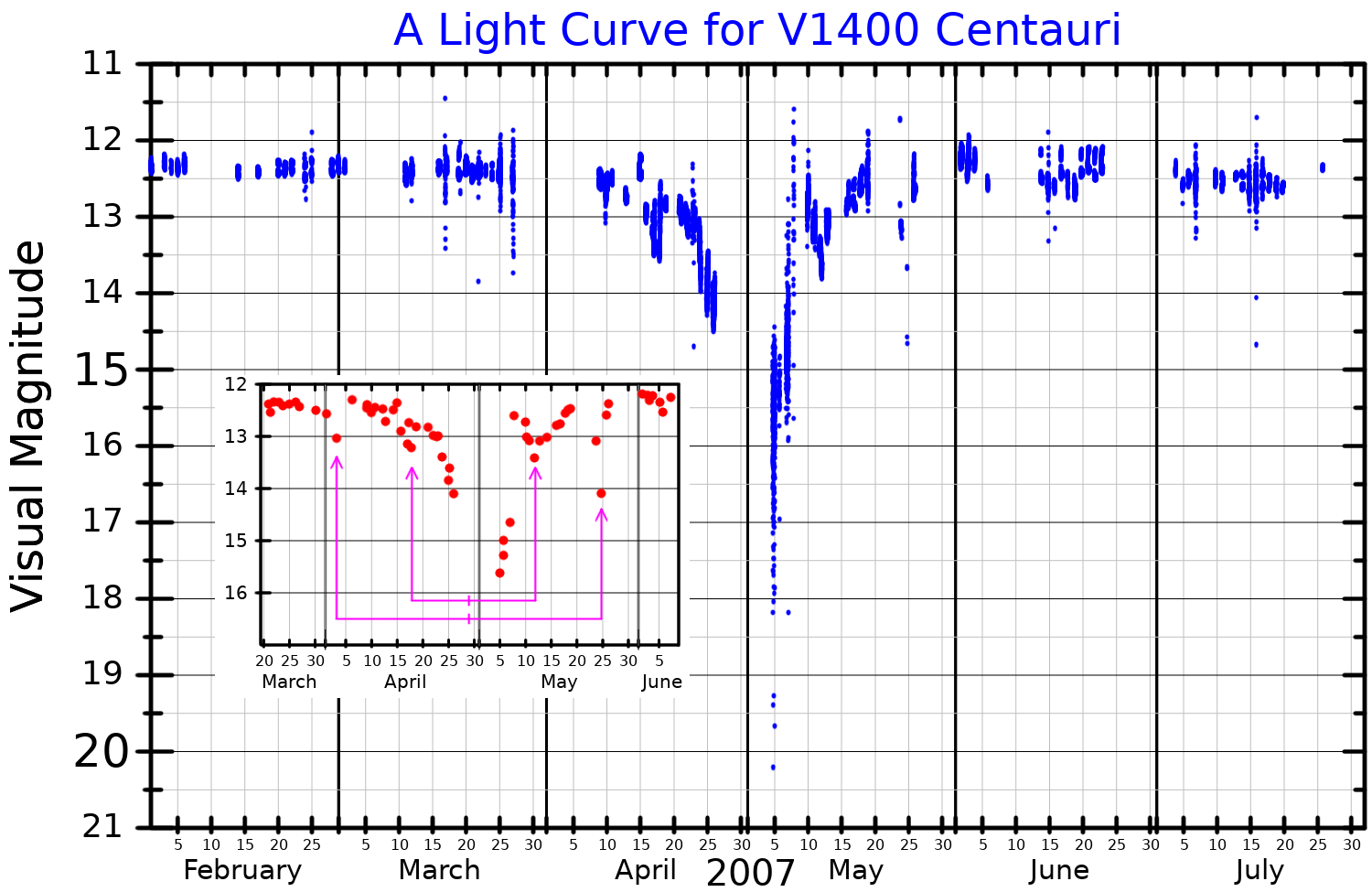
Krzywa blasku gwiazdy podczas zaćmienia z 2007 roku.

W 2007 roku zostało zaobserwowane zaćmienie tej gwiazdy. Krzywa blasku 1SWASP J140747 była niezmiernie skomplikowana, ale dosyć symetryczna i przypominała krzywą blasku innej gwiazdy, EE Cephei, która jest otoczona grubym dyskiem protoplanetarnym. Obserwowane przejście tego obiektu przed tarczą gwiazdy trwało 54 dni, w niektórych momentach przesłonięte było do 95% światła emitowanego przez gwiazdę. Badanie opublikowane w 2012 roku wykazywało, że tajemniczy zaćmiewający obiekt okrąża gwiazdę i, podobnie jak Saturn, posiada pierścienie z licznymi przerwami. Jego natura nie była określona, mogła to być masywna planeta, brązowy karzeł, a nawet niewielka gwiazda o małej masie. Obiekt ten, oznaczony skrótowo J1407b, został żartobliwie określony jako „Saturn na sterydach” (ang. „Saturn on steroids”) z racji olbrzymich rozmiarów postulowanego systemu pierścieni. Cztery zidentyfikowane w nich przerwy otrzymały nazwy „Rochester”, „Sutherland”, „Campanas” i „Tololo”, pochodzące od lokalizacji teleskopów, dzięki którym je odkryto; badacze przypuszczali, że za ich istnienie mogą odpowiadać formujące się księżyce lub, jeżeli obiekt jest gwiazdą lub brązowym karłem, tworzące się planety.

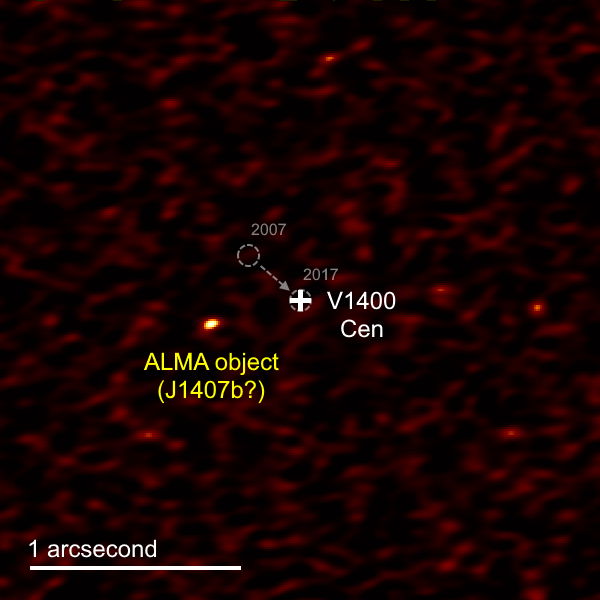
Obraz radiowy z sieci ALMA: położenia gwiazdy w 2007 i 2017 roku, oraz możliwy obraz obiektu J1407b, który minął gwiazdę w 2007.

Jeżeli zaćmiewający obiekt istotnie był planetą, to zaćmienia gwiazdy powinny się okresowo powtarzać. Ponownego zaćmienia gwiazdy jednak nie zaobserwowano, a analizy archiwalnych płyt fotograficznych nie wykazały wystąpienia podobnego zjawiska od 1890 roku. To mocno sugeruje, że zjawisko z 2007 było jednorazowe, wywołane przez niezwiązany grawitacyjnie obiekt, który przeszedł przed gwiazdą z naszego punktu widzenia. Dodatkowe wątpliwości budziły analizy stabilności postulowanego układu pierścieni planetarnych. Obserwacje z użyciem radioteleskopów ALMA i instrumentu NACO na VLT odnalazły w pobliżu gwiazdy obiekt, który może odpowiadać za zaćmienie. Byłby to wówczas obiekt podgwiazdowy, otoczony przez dysk pyłowy, który od czasu zaćmienia przemieszczał się ze stałą prędkością względem V1400 Cen, przecząc powiązaniu grawitacyjnemu.